# St. Elisabeth Gruppe
Die St. Elisabeth Gruppe – Katholische Kliniken Rhein-Ruhr ist eine Krankenhausgruppe, die Krankenhäuser und sonstige Einrichtungen betreibt. Sie verfügt über 7000 Mitarbeiter und mehr als 1600 Planbetten in Krankenhäusern.
Unter dem Dach der Gruppe sind die fünf Krankenhäuser:
- St. Anna Hospital, Herne
- Marienhospital Herne – Universitätsklinikum der Ruhr-Universität Bochum
- Marienhospital Witten
- Rheumazentrum Ruhrgebiet, Herne
- St. Marien Hospital Eickel, Herne